# Riddle of Fire
Riddle of Fire és una pel·lícula fantàstica de 2023 escrita i dirigida per Weston Razooli i protagonitzada per Skyler Peters, Phoebe Ferro i Charlie Stover. Variety ha descrit la pel·lícula com una "falsa aventura de fantasia infantil dels anys 70". S'ha doblat al català.

## Argument
Els germans Jodie (Peters) i Hazel (Stover), juntament amb la seva amiga Alice (Phoebe Ferro), ideen un pla per robar un videojoc d'un magatzem proper. Aconsegueixen sortir-se amb el joc però es troben incapaços de jugar-hi perquè no saben la contrasenya de la televisió. La mare de la Jodie i la Hazel (Hoetmer) accepten dir-li la contrasenya als nois si li porten un pastís de nabius. Incapaços d'aconseguir un pastís del fabricant de pastissos local, aconsegueixen la seva recepta i es posen a buscar els ingredients. Mentre intenta aconseguir ous, l'últim cartó l'agafa John Redrye de la Enchanted Blade Gang.
El segueixen fins a casa de la colla, dirigida per Anna-Freya Hollyhock (Tipton), que pot ser una bruixa. Es passegen a la part posterior del seu camió i, finalment, es troben en una aventura on s'uneixen amb la filla d'Anna-Freya, Petal, per trobar un ou tacat, fer el pastís de nabius i jugar al seu videojoc.

## Repartiment
- Phoebe Ferro com Alice
- Skyler Peters com a Jodie A'Dale
- Charlie Stover com a Hazel A'Dale
- Danielle Hoetmer com Julie A'Dale
- Lio Tipton com Anna-Freya Hollyhock
- Charles Halford com a John Redrye
- Lorelei Mote com a Petal Hollyhock
- Weston Razooli com a Marty Hollyhock
- Rachel Browne com a Suds Hollyhock
- Andrea Browne com a Kels Hollyhock
- Austin Archer com a Chip
- Abigail Sakari com Otomo Angel
- Chuck Marra com a Otomo Pete
- Lonzo Liggins com a oficial Neff
- Sorhab Mirmont com a DJ März
- Kent Richards com a oficial Lucas

## Producció
Riddle of Fire va ser rodada en pel·lícula de 16 mm pel director de fotografia Jake L. Mitchell per emular l'estètica de les pel·lícules de Disney dels anys 70 que van servir d'inspiració per a la pel·lícula. El rodatge es va dur a terme a Park City (Utah), durant un període de vint dies.

## Estrena
Riddle of Fire es va estrenar a la secció de la Quinzena de Cineastes del Festival de Cinema de Canes i més tard es va projectar al Festival Internacional de Cinema de Toronto de 2023 i al Fantastic Fest. El 2024, Riddle of Fire va rebre una estrena en sales als Estats Units, distribuïda per Yellow Veil Pictures i Vinegar Syndrome.

## Recepció

### Resposta crítica
Al lloc web de l'agregador de ressenyes Rotten Tomatoes, el 79% de les crítiques de 56 crítiques són positives, amb una valoració mitjana de 6,8/10. El consens del lloc web diu: "Amb la seva perspectiva infantil encantadora, Riddle of Fire canalitza l'esperit de l'aventura juvenil amb prou exuberància per superar una estructura ocasionalment irregular". Metacritic, que utilitza una mitjana ponderada, va assignar a la pel·lícula una puntuació de 58 sobre 100, basada en 14 crítics, indicant crítiques "mixtes o mitjanes".

### Reconeixements
| Premi                                        | Data                   | Categoria                               | Receptor       | Resultat  | Ref.   |
| -------------------------------------------- | ---------------------- | --------------------------------------- | -------------- | --------- | ------ |
| Festival de Cinema de Canes                  | 25 de març de 2023     | Caméra d'or                             | Riddle of Fire | Nominat   | [ 7 ]  |
| Festival de Cinema de Canes                  | 25 de març de 2023     | Quinzena de Cineastes                   | Riddle of Fire | Nominat   | [ 7 ]  |
| Ghent Film Festival                          | 21 d'octubre de 2023   | Competició oficial                      | Riddle of Fire | Nominat   | [ 8 ]  |
| Lisbon & Estoril Film Festival               | 17 de novembre de 2023 | Competició oficial                      | Riddle of Fire | Nominat   | [ 9 ]  |
| Festival Molodist                            | 21 d'octubre de 2023   | Concurs de pantalla juvenil             | Riddle of Fire | Nominat   | [ 10 ] |
| Mon Premier Festival                         | 31 d'octubre de 2023   | Premi del públic a la millor pel·lícula | Riddle of Fire | Nominat   | [ 11 ] |
| Piccolo Grande Cinema                        | 12 de novembre de 2023 | Concurs Internacional                   | Riddle of Fire | Nominat   | [ 11 ] |
| Festival de Cinema Fantàstic de Saskatoon    | 25 de novembre de 2023 | Premi Elecció del Públic                | Riddle of Fire | Guanyador | [ 12 ] |
| Festival de Sitges                           | 15 d'octubre de 2023   | Menció especial                         | Riddle of Fire | Guanyador | [ 11 ] |
| Festival Internacional de Cinema de Varsòvia | 15 d'octubre de 2023   | Premi Esperit Lliure                    | Weston Razooli | Guanyador | [ 11 ] |